# Lycophotia nigrescens
Lycophotia nigrescens là một loài bướm đêm trong họ Noctuidae.